# Les Arts i els Artistes
Les Arts i els Artistes fou una associació artística constituïda a Barcelona l'any 1910 que desaparegué el 1936. Fomentava valors tradicionals com l'esforç, la mesura o la continuïtat, vinculant-se al noucentisme i rebutjant tant la imprecisió com el simbolisme modernista.
Tant pel nombre com per la qualitat dels artistes que pertanyien a l'associació és considerada la més important de principis de segle xx. Defensà els interessos dels artistes alhora que procurà exercir un paper de divulgació de la seva obra. No només hi havia pintors sinó que també en foren membres escultors, arquitectes, escriptors i músics. Santiago Segura i Francesc Pujols foren dos prohoms que articularen l'entitat: Santiago Segura, propietari de les Galeries Laietanes exercí a la pràctica de mecenes de molts associats i Francesc Pujols fou el secretari de l'associació, esdevenint-ne també l'ànima del moviment. Es partia del convenciment que un país que valora i protegeix els seus artistes acaba per disposar d'una ciutadania culta i educada, amb un sentiment d'identitat fort, amb facilitat per construir i mantenir espais de cohesió i convivència.

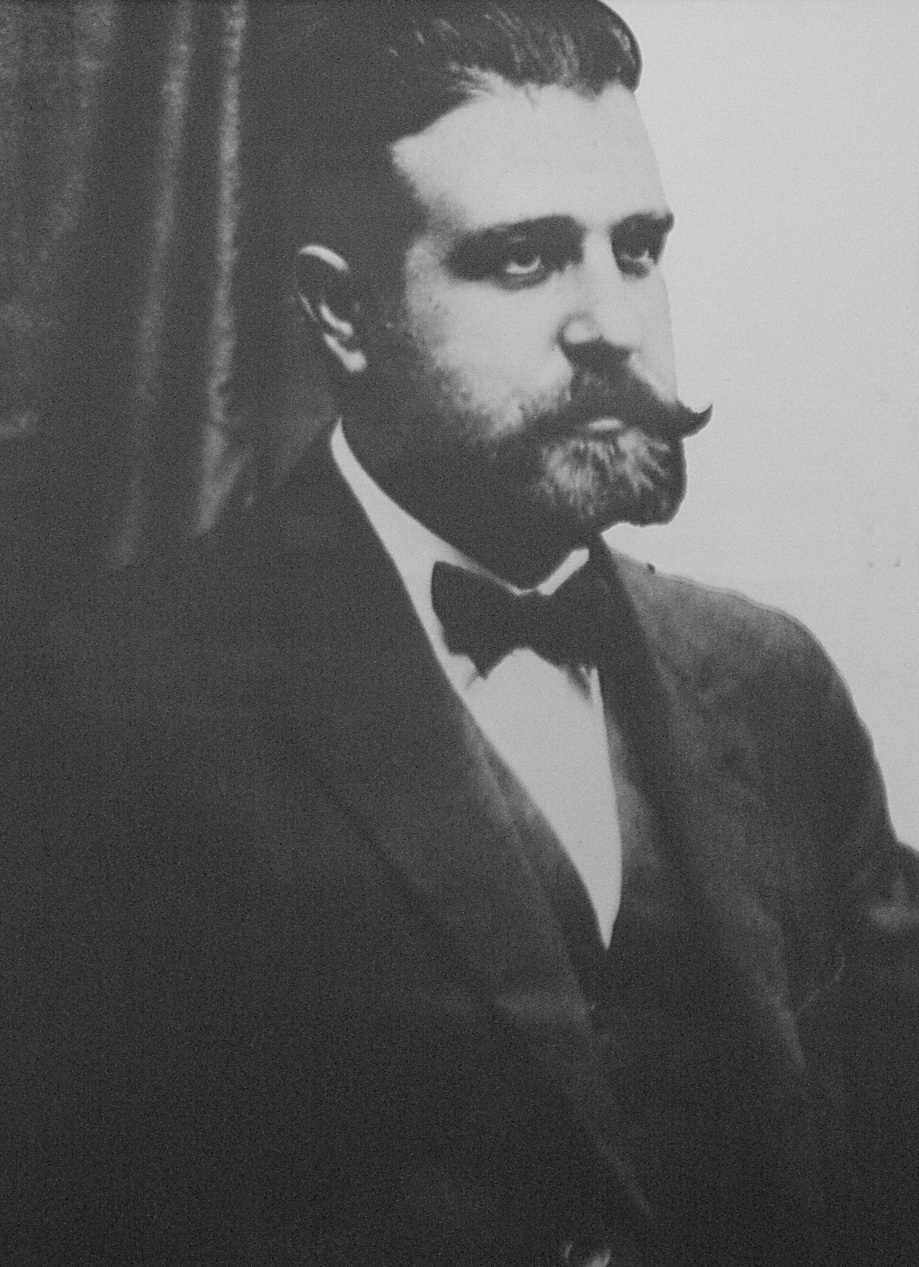
L'artista Iu Pascual

Iu Pascual va ser el fundador i l'ànima de la institució "Les Arts i els Artistes". La idea original potser va ser d'Eugeni d'Ors, quan el 1909 va decidir reunir en una associació d'artistes de tota mena, arquitectes, literats i músics. Però la seva idea original va suposar quelcom massa ambiciós i qui la va dur a la pràctica va ser, finalment, Iu Pascual. Va agrupar en una sola associació a tots els artistes joves i de vàlua, no solament en el camp de les arts plàstiques, sinó també en la literatura i la música, de tendències diverses. Fou el seu amic Francesc Pujols qui l'ajudà a executar aquesta iniciativa, juntament amb Josep Carner i Eugeni d'Ors, que esdevenen els tres puntals literaris del nou grup.
"Les Arts i els Artistes" es proposaven donar a conèixer un moviment cultural ben patent a Catalunya: el Noucentisme. En aquells moments a Barcelona ja existia una entitat que agrupava artistes, anomenada "L'Artística i Literària" i dirigida per Modest Urgell. Era una entitat tancada de tendència molt conservadora. A "Les Arts i els Artistes" la condició de soci provenia d'una idea d'afinitat. "L'afinitat d'esperit, en general s'esqueia entre la gent d'una mateixa edat, amb escapades cap a la generació posterior als fundadors".
L'entitat organitza la seva I Exposició d'art de pintura i escultura el 30 d'abril del 1910. En el Catàleg raonat podem llegir una declaració inicial de principis. Les seccions de l'agrupació quedaren establertes amb els següents membres:
- Pintura: Ricard Canals, Joan Colom i Agustí, Feliu Elies, Isidre Nonell i Iu Pascual.
- Escultura: Pau Gargallo, Miquel i Llucià Oslé i Ismael Smith.
- Música: Jaume Pahissa i Jo, Cristòfol Taltafull.
- Literatura: Jaume Bofill i Mates, Josep Carner, Eugeni d'Ors, Francesc Pujols, Ramon Reventós.

Queden incompletes les seccions de música i arquitectura. L'existència del grup suposava unes trobades anuals entre els membres, els col·leccionistes i la crítica. Al primer Saló concorren, a més dels organitzadors, Joaquim Mir, Ainaud, Alexandre de Cabanyes, Isern Alié, Sebastià Junyer i Vidal, Francesc Labarta, Xavier Nogués, Padilla i Nicolau Raurich, i els escultors Enric Casanovas i Josep Clarà. En aquest primer Saló de Les Arts i els Artistes es van celebrar recitals de música i representacions d'Èsquil i Sòfocles.
El 2 d'agost del 1926 es va redactar un Estatut que fixava com a objecte de la Societat "protegir les Arts i els artistes i fomentar les Arts, organitzant exposicions, conferències i altres actes encaminats a aquest fi". Aquests estatuts molt breus i una mica utòpics testimoniaven l'existència i la vitalitat del grup.
Per la seva tendència es pot dir que aquest moviment va marcar la fi del Modernisme i l'inici del Noucentisme, que perdurarà fins a l'any 1929. Fontbona no dubta a qualificar el grup com l'associació noucentista per excel·lència. La premsa no es feu massa ressò d'aquest primer Saló. "La Tribuna" del dia 4 de maig comentava l'exposició amb la frase "És difícil que els pintors aconsegueixin entendre's, però ara ho han aconseguit". J. M. Jordà té paraules d'elogi per la iniciativa que defineix com "una agrupación a la manera del primitivo Salón de los independientes de París, dedicada a estimular toda tendencia nueva y renovadora, donde todas las escuelas caben. Puede decirse que forman el nuevo Salón los más distinguidos y los más interesantes artistas de nuestra ciudad". La cloenda del Saló provoca una reacció positiva.
És Francesc Pujols qui es converteix en el defensor i portaveu de la societat. A les pàgines de El Poble Català, Pujols dedica elogis al treball fet per Iu Pascual i li rendeix un tribut d'admiració per "haver posat la primera pedra perquè Barcelona sàpiga que existeixen en ella obres artístiques a les quals els protectors de les arts poden aplicar els seus afanys protectors". Aquesta ajuda reclamada per Pujols obté una resposta contundent quan l'Ajuntament de Barcelona comprà les principals obres de l'exposició per tal de decorar les sales de la casa consistorial. De Iu Pascual n'adquirí "Gritelles" i "Bosc del Graó".
Aquesta entitat, amb diverses oscil·lacions, canvis i vicissituds, va durar fins al 1936 quan va desaparèixer.